# Bardiya
 (novembre 2013).
Bardiya (en vieux perse : 𐎲𐎼𐎮𐎡𐎹), également connu sous les noms grecs de Smerdis, Mergis, Mardos et Tanyoxarkès, est le jeune fils de Cyrus II le Grand, souverain de la dynastie des Achéménides. Il est aussi le frère cadet de Cambyse II. Il est mort probablement en 522 av. J.-C. 
Les textes antiques proposent deux versions concernant son règne. Selon certaines sources, Bardiya aurait été proclamé grand roi de l'Empire perse pendant quelques mois à la suite de la mort de son frère aîné. Cependant, d'autres sources indiquent qu'il aurait été assassiné avant et qu'un usurpateur, probablement le mage Gaumata, aurait pris sa place à la tête de l'empire en se faisant passer pour lui.
L'histoire de Bardiya reste incertaine, notamment en raison de la confusion entre lui et le faux Bardiya ou Gaumata. Les récits anciens sont souvent contradictoires et il est difficile de déterminer avec certitude ce qui s'est réellement passé dans sa vie.

## Résumé
L'histoire de Bardiya est une des grandes énigmes de l'histoire de l'empire perse. Il est le plus jeune des fils de Cyrus II le Grand. Son frère aîné, Cambyse II est désigné comme héritier. Bardiya reçoit cependant la gestion des provinces de l'Est de l'Empire. 
Les seuls éléments dont on est à peu près sûr concernant la succession de Cambyse en -522 sont les suivants :
- en mars -522, Bardiya ou son usurpateur Gaumata se soulève en Perse contre Cambyse, alors que celui-ci est en Égypte ;
- au début de l'été -522, Cambyse meurt en Syrie, alors qu'il se dirige vers la Perse ;
- en juillet -522, Bardiya/Gaumata est déclaré Grand Roi de l'empire perse ;
- le règne de Bardiya/Gaumata a profondément mécontenté l'aristocratie perse ;
- Bardiya/Gaumata a été assassiné par une coalition de généraux (dont Intapherne et Gobryas) le 29 septembre 522 av. J.-C., l'un des leurs, Darius lui succédant sur le trône.

## Gaumata possible usurpateur de Bardiya
Les sources historiques ne font pas unanimité sur un point : Était-ce réellement Bardiya qui a succédé à Cambyse lors de sa mort en -522 ou un usurpateur ?
La tradition la plus connue, rapportée par Hérodote et tous les auteurs grecs, ainsi que par Darius lui-même, est que Bardiya avait été assassiné en secret, soit sur ordre de Cambyse, soit par le mage Gaumata. Celui-ci, grâce à une grande ressemblance avec Bardiya, aurait réussi à se faire passer pour lui et à prendre la succession de Cambyse, avant même la mort de celui-ci, probablement supporté par l'aristocratie perse. Diverses versions de cette histoire ont été rapportées, dans lesquelles, c'est le frère du mage qui accède au trône.
Dans l'inscription que Darius a fait graver sur la falaise de Behistun, on peut lire :
« Ce royaume que Gaumata le Mage ravit à Cambyse, ce royaume appartenait depuis l'origine à notre lignée : puis Gaumata le Mage ravit aussi bien la Perse, la Médie que les autres pays, il en fit sa propre possession, il en devint Roi. [...] il n'y eut personne, ni un Perse, ni un Mède ni quiconque de notre lignée qui pût ravir le royaume à Gaumata le Mage. Le peuple le craignait fort. Il exécutait beaucoup de gens qui auparavant avait connu Bardiya. Voilà pourquoi il tuait des gens : « qu'ils ne sachent pas que je ne suis pas Bardiya, le fils de Cyrus! ». Personne n'osait rien dire sur Gaumata le Mage jusqu'à ce que j'arrive. Alors, j'ai imploré Ahura-Mazda, Ahura-Mazda m'a apporté son soutien ; le dixième jour du mois de Bagayadi, avec un petit nombre d'hommes, je tuai Gaumata le Mage et ceux qui étaient ses principaux partisans ; je le tuai à Sikayauvati, une place forte en Médie, dans la région de Nisaya. Je lui ravis le royaume, par la puissance d'Ahura-Mazda, je devins roi, Ahura-Mazda me remit le royaume. »

### La conspiration d'Otanes

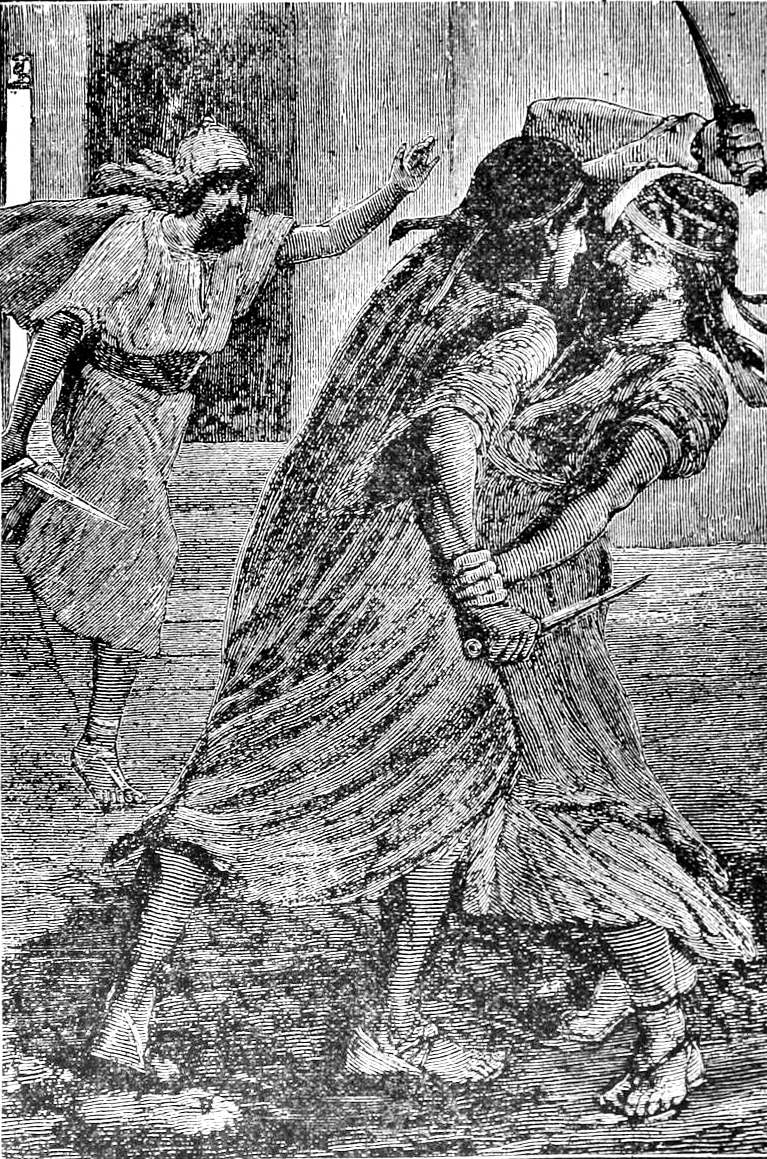
Gobryas se battant contre Smerdis (Bardiya).

Selon Hérodote, Otanes, un noble de Perse, soupçonne que le roi n'est pas le frère de Cambyse mais plus vraisemblablement Smerdis dont les oreilles avaient été coupées sur ordre de Cyrus. Pour confirmer ses soupçons, Otanes demande à sa fille Phaidyme, membre du Harem et ayant donc accès au roi, de vérifier si l'homme a des oreilles. Phaidyme obéit et une nuit, alors que le roi est endormi, confirme que le roi n'a en fait pas d'oreilles. Ses soupçons confirmés, Otanes rassemble six nobles pour renverser le roi : Aspathines, Gobryas, Intaphernes, Mégabyze et Hydarnès Ier. 
Les six complotent pour se débarrasser de l'usurpateur. Un septième noble, Darius, arrive à la capitale peu de temps après, et se joint au groupe. Le 29 septembre 522 av. J.-C., les sept conspirateurs forcent le passage pour accéder à la chambre du roi et tandis que cinq s'occupent des gardes, Darius et Mégabyze ou Gobryas tuent Bardiya.
Cinq jours plus tard, les sept se réunissent à nouveau pour discuter de la forme de gouvernement la plus appropriée. Après quelques discussions sur les mérites de la démocratie (proposée par Otanes) et de l'oligarchie (proposée par Megabyzus) et de la monarchie (proposée par Darius), quatre des sept votent en faveur d'une monarchie. Ils décident alors d'organiser un concours par lequel celui qui a fait hennir son cheval le premier après le lever du soleil deviendra roi. Darius triche et monte sur le trône.

## Darius usurpateur
Mais selon certains historiens[Lesquels ?], ces inscriptions sont peut-être fausses, car Darius les utilisait comme outil de propagande. De même que Cambyse II avait tout intérêt de faire passer Psammétique III pour un pharaon illégitime après l'avoir renversé pour se faire lui-même accepter comme pharaon, Darius aurait pu, si le vrai Bardiya était effectivement monté sur le trône, le faire passer pour un usurpateur. En épousant par la suite des filles de Cyrus, il continuait la dynastie achéménide après s'être posé comme son protecteur.
On ne dispose aujourd’hui d’aucun témoignage direct de l'époque hormis celui de Darius, Hérodote ayant rapporté sa version plus d'un siècle après les faits.
Au cours de l'année qui suit, un autre pseudo-Bardiya, nommé Vahyazdāta a lutté contre la Perse de Darius Ier, dans l'est de l'Empire et a rencontré un certain succès. Mais il finit par être vaincu, fait prisonnier et exécuté (Béhistoun Inscr. ~ 40 cas). Ce Vahyazdāta est peut-être identique avec le roi d'une tribu perse, Maraphis (ou Maraphian) qui se présente en tant que successeur dans la liste des rois perses donnée par Eschyle (Pers. 778). Selon Hérodote (~ 79 Ctes. Pers. 15), le décès du faux Bardiya a été célébré chaque année en Perse par une fête appelée « L'assassinat du mage » (ou Magiophani) au cours de laquelle aucun mage n'était autorisé à se montrer.